# Ziegelhütte (Treuchtlingen)
Ziegelhütte ist ein Gemeindeteil der Stadt Treuchtlingen im Landkreis Weißenburg-Gunzenhausen (Mittelfranken, Bayern). Ziegelhütte liegt in der Gemarkung Treuchtlingen.

## Lage, Verkehr
Die Einöde Ziegelhütte liegt in der Südlichen Frankenalb westlich von Treuchtlingen an der Staatsstraße 2216. Benachbart ist der Treuchtlinger Gemeindeteil Heunischhof.

## Geschichte
Der Ort wurde erstmals 1667 als „Ziegelhaus bei Treuchtlingen“ erwähnt. Der Ortsname wird gedeutet als „Hütte, in der (Dach-)Ziegel gebrannt wurden“. Die dazugehörenden Lehmgruben befanden sich nördlich der Ziegelei im Wald. Für 1730 wird vermeldet, dass die „Herrschaftliche Ziegelhütte“ zu dieser Zeit unbewohnt war und die Fraisch und die Vogtei das ansbachische Treuchtlingen innehatte. Gegen Ende des Alten Reiches war die Ziegelhütte wieder bewohnt und zinste mit einem Untertan an das ehemals ansbachische, seit 1792 königlich-preußische Verwalteramt Treuchtlingen.
Beim Übergang an das Königreich Bayern und der Bildung des Steuerdistrikts Treuchtlingen erhielt die Ziegelhütte 1808 die Treuchtlinger Hausnummer 160. Spätestens seit den 1960er Jahren war die Ziegelhütte eine Gastwirtschaft und ein landwirtschaftlicher Hof; die „Wirtschaftsgerechtigkeit“ wird schon 1846 erwähnt.

### Einwohnerzahlen
- 1818: 06 Einwohner[8]
- 1824: 07 Einwohner[9]
- 1840: 10 Einwohner (1 Familie), 1 Haus mit Wirtschaftsgerechtigkeit, zur evangelischen Pfarrei und Schule Treuchtlingen gehörend[10]
- 1861: 09 Einwohner, 3 Gebäude[11]
- 1950: 19 Einwohner[9]
- 1961: 13 Einwohner, 2 Wohngebäude[12]
- 1987: 07 Einwohner, 2 Wohngebäude[13]

## Baudenkmäler
In die Bayerische Denkmalliste ist das Gebäude Ziegelhütte Nr. 2 eingetragen; das zweigeschossige Wohnhaus mit Krüppelwalmdach wurde 1666 erbaut.